# Les Enragés de la moto
Pour plus de détails, voir Fiche technique et Distribution.
Les Enragés de la moto (Motor Psycho) est un film américain de Russ Meyer, sorti en 1965. Réalisé juste avant Faster, Pussycat! Kill! Kill!, le film explore les mêmes thèmes du sexe et de la violence.

## Synopsis
Dans la scène introductive, un groupe de trois jeunes motards tentent de violer une jeune fille (Arshalouis Aivazian) qui prend un bain de soleil pendant que son mari pêche à la ligne. Ce dernier s'interpose, mais se fait rouer de coups. Ils harcèlent ensuite une jeune femme, (Holle K. Winters) à l'entrée de la ville, son mari, un vétérinaire (Alex Rocco) parvient à les mettre en fuite, mais les trois motards relèvent son identité et son adresse indiquées sur la voiture. Pendant que le vétérinaire est appelé à propos d'un cheval (en fait par une nymphomane à qui il se refusera). les motards ont pénétré dans l'appartement et ont violé sa femme. Le vétérinaire part donc à leur poursuite. Entre-temps les motards se sont attaqués à un couple tombé en panne près du désert, le mari qui changeait un pneu est tué (accidentellement) et la femme (Haji) laissée froidement pour morte après avoir été tirée dans le dos, ils abandonnent leurs motos et embarquent dans la voiture du couple. La jeune femme soignée par le vétérinaire l'accompagnera dans sa quête de vengeance, mais ils vont être retardés par une crevaison puis par un serpent qui mordra le vétérinaire au mollet en lui provoquant une forte fièvre. Pendant ce temps les trois motards se retrouvent coincés dans le désert, des dissensions apparaissent et celui qui tient le fusil tue son camarade qui voulait repartir. Il se met ensuite à tenir des propos incohérents et se croit en pleine guerre du Viêt Nam. Son second compagnon le quitte, parvient à retrouver le campement du vétérinaire, tente de récupérer la voiture mais est repéré par la jeune femme, il s'ensuit une bagarre au cours de laquelle le jeune homme est poignardé. Au petit matin le vétérinaire se met en route, il ne reste plus qu'un seul des violeurs encore en vie et ils s’affronteront sur des pentes désertiques. Le motard les voyant arriver leur tire dessus et blesse la jeune femme, le couple se réfugie près de l'entrée d'une ancienne mine, il trouve des bâtons de dynamite qu'il balancera sur le voyou, provoquant sa mort.

## Distribution
- Stephen Oliver : Brahmin, le motard blond, leader de la bande
- Timothy Scott :  Slick, le motard au transistor
- Joseph Cellini :  Dante, le motard brun
- Alex Rocco  : Cory Maddox, le vétérinaire
- Holle K. Winters : Gail Maddox, la femme du vétérinaire
- Coleman Francis : Harry Bonner
- Haji : Ruby Bonner
- Sharon Lee : Jessica Fannin, la femme mature propriétaire du haras
- Steve Masters : Frank, le pêcheur à la ligne
- Arshalouis Aivazian : la femme de Frank
- Russ Meyer : Le Shérif (caméo)

## Autour du film
Le film nous montre des femmes aux décolletés vertigineux et aux formes opulentes, mais, il n'y a aucune nudité, le Code Hays étant encore en vigueur à cette époque.
Russ Meyer apparaît dans un caméo et interprète un shérif
Les motos utilisées sont : Honda CT 200 - 1964 (Brahim), Honda Trail 90 - 1965 (Click) et  Honda C 105 H - 1963 (Dante)

## Hommages
Les membres du groupe norvégien Motorpsycho ont choisi leur nom après avoir vu ce film lors d'une projection spéciale de trois films de Russ Meyer. Il existait déjà un groupe baptisé Mudhoney nommé d'après le film Mudhoney de 1965 et un autre nommé d'après Faster, Pussycat! Kill! Kill!, les deux autres films programmés.
White Zombie fait référence à ce film (ainsi qu'à Faster, Pussycat! Kill! Kill!) dans le titre Thunder Kiss '65.